# Oreocome
Oreocome es un género de plantas  pertenecientes a la familia Apiaceae. Comprende 4 especies descritas y de estas, 10 pendientes de ser aceptadas.

## Taxonomía
El género fue descrito por Michael Pakenham Edgeworth y publicado en Proceedings of the Linnean Society of London 1: 252. 1845. La especie tipo es: Oreocome candollei Edgew.

## Especies
A continuación se brinda un listado de las especies del género Oreocome descritas hasta julio de 2013, ordenadas alfabéticamente. Para cada una se indica el nombre binomial seguido del autor, abreviado según las convenciones y usos.
- Oreocome candolleana Edgew.
- Oreocome candollei Edgew.
- Oreocome cicutaria Edgew.
- Oreocome depauperata Pimenov & Kljuykov
- Oreocome elata Edgew.
- Oreocome filicifolia Edgew.
- Oreocome hindukushensis Pimenov & Kljuykov
- Oreocome involucellata Pimenov & Kljuykov
- Oreocome limprichtii (H.Wolff) Pimenov & Kljuykov
- Oreocome stelliphora Cauwet & Farille